# Cipocereus minensis
Cipocereus minensis là một loài thực vật có hoa trong họ Cactaceae. Loài này được (Werderm.) F.Ritter mô tả khoa học đầu tiên năm 1979.

## Hình ảnh

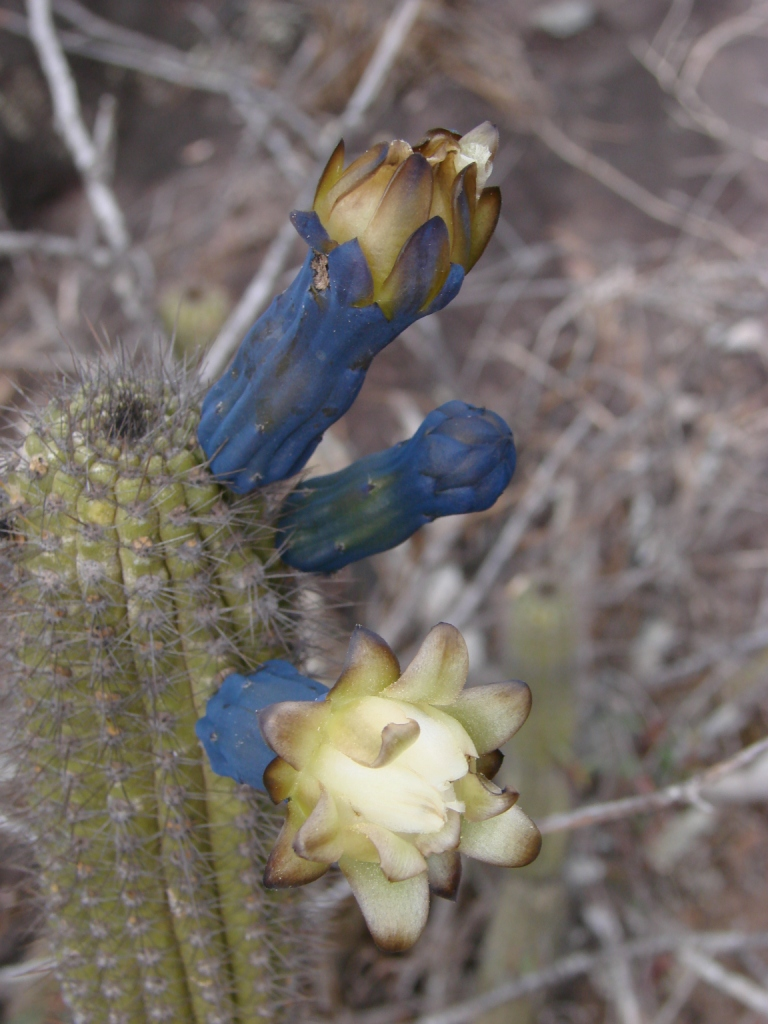